# Näverheden
Näverheden är ett naturreservat i Ljusdals kommun i Gävleborgs län.
Området är naturskyddat sedan 2009 och är 138 hektar stort. Reservatet består av tall- och barrblandskog samt små vattensamlingar och myrar. 